# Route 335 (Terre-Neuve-et-Labrador)
Pour les articles homonymes, voir Route 335.
La route 335 est une route tertiaire de la province de Terre-Neuve-et-Labrador, située dans le nord-est de l'île de Terre-Neuve, 70 kilomètres au nord de Gander. Elle est une route faiblement empruntée, reliant l'île de Terre-Neuve au traversier vers l'île Fogo. Route alternative de la route 331, elle est nommée Farewell Road, mesure 22 kilomètres, et est une route asphaltée sur l'entièreté de son tracé.

## Tracé
La 335 débute sur la route 331 vers les routes 330 et 340, 5 kilomètres à l'est de Boyd's Cove. Elle commence par suivre la rive ouest de la baie Dog, en se dirigeant vers le nord, traversant Stoneville. À Port Albert, elle courbe vers l'est pour 5 kilomètres, jusqu'au traversier vers l'île Fogo, où elle se termine.

## Communautés traversées
- Stoneville
- Port Albert
- Farewell